# Juan Manuel Valencia
Juan Manuel Valencia Aponzá (Suárez, 20 giugno 1998) è un calciatore colombiano, centrocampista del São Bernardo.

## Carriera
Cresciuto nel settore giovanile del Cortuluá, debutta in prima squadra il 16 aprile 2016, disputando l'incontro di Categoría Primera A vinto per 0-1 contro il Fortaleza C.E.I.F..
Il 31 gennaio 2017 viene acquistato dal Bologna, in comproprietà con la Juventus. Inizialmente relegato in panchina, esordisce con gli emiliani il 4 aprile 2019, nell'incontro di Serie A perso per 4-1 in casa dell'Atalanta, subentrando al 64' a Nicola Sansone.
Negli anni successivi, non trovando spazio in squadra, viene girato in prestito a Cesena e Reggio Audace in Serie C e al Baltika, formazione militante nella seconda divisione russa. Al termine della stagione 2020-2021 rimane svincolato.
Nel 2022 fa ritorno al Cortuluá.

## Statistiche

### Presenze e reti nei club
Statistiche aggiornate al 18 ottobre 2022.
| Stagione        | Squadra         | Campionato      | Campionato | Campionato | Coppe nazionali | Coppe nazionali | Coppe nazionali | Coppe continentali | Coppe continentali | Coppe continentali | Altre coppe | Altre coppe | Altre coppe | Totale | Totale |
| Stagione        | Squadra         | Comp            | Pres       | Reti       | Comp            | Pres            | Reti            | Comp               | Pres               | Reti               | Comp        | Pres        | Reti        | Pres   | Reti   |
| --------------- | --------------- | --------------- | ---------- | ---------- | --------------- | --------------- | --------------- | ------------------ | ------------------ | ------------------ | ----------- | ----------- | ----------- | ------ | ------ |
| 2016            | Cortuluá        | A               | 7          | 0          | CC              | 2               | 0               |                    | -                  | -                  |             | -           | -           | 9      | 0      |
| gen.-giu. 2017  | Bologna         | A               | 0          | 0          | CI              | -               | -               |                    | -                  | -                  |             | -           | -           | 0      | 0      |
| 2017-2018       | Bologna         | A               | 0          | 0          | CI              | 0               | 0               |                    | -                  | -                  |             | -           | -           | 0      | 0      |
| 2018-2019       | Bologna         | A               | 1          | 0          | CI              | 0               | 0               |                    | -                  | -                  |             | -           | -           | 1      | 0      |
| Totale Bologna  | Totale Bologna  | Totale Bologna  | 1          | 0          |                 | 0               | 0               |                    | -                  | -                  |             | -           | -           | 1      | 0      |
| 2019-gen. 2020  | Cesena          | C               | 9          | 0          | CI-C            | 2               | 0               |                    | -                  | -                  |             | -           | -           | 11     | 0      |
| gen.-giu. 2020  | Reggio Audace   | C               | 4          | 0          | CI-C            | -               | -               |                    | -                  | -                  |             | -           | -           | 4      | 0      |
| 2020-2021       | Baltika         | 1D              | 11         | 0          | CR              | 0               | 0               |                    | -                  | -                  |             | -           | -           | 11     | 0      |
| 2022            | Cortuluá        | A               | 23         | 1          | CC              | 2               | 0               |                    | -                  | -                  |             | -           | -           | 25     | 1      |
| Totale carriera | Totale carriera | Totale carriera | 294        | 12         |                 | 21              | 3               |                    | 3                  | 0                  |             | -           | -           | 318    | 15     |